# Jaszczów
Jaszczów – wieś w Polsce położona nad rzeką Wieprz, w województwie lubelskim, w powiecie łęczyńskim, w gminie Milejów. Do 1954 roku istniała gmina Jaszczów.
Wieś stanowi sołectwo Jaszczów. Według Narodowego Spisu Powszechnego z roku 2011 wieś liczyła 917 mieszkańców.
We wsi funkcjonuje zespół szkół. W Jaszczowie znajduje się drewniany, zabytkowy dworek z XIX wieku. Nad Wieprzem, przy szkole znajduje się plaża z centrum rekreacji. Jest tu także jedna z przystani kajakarskich do spływów Wieprzem.
Stacja kolejowa znajdująca się na linii nr 7 (Warszawa–Lublin–Dorohusk) jest oddalona od Jaszczowa o 1,5 km. Obsługuje również Kopalnię Węgla Kamiennego w Bogdance. 
W Jaszczowie urodzili się: reprezentant Polski w piłce nożnej Grzegorz Bronowicki oraz filolog angielski i literaturoznawca Wiesław Krajka.
Wieś szlachecka położona była w drugiej połowie XVI wieku w powiecie lubelskim województwa lubelskiego. W latach 1954–1959 wieś należała i była siedzibą władz gromady Jaszczów, po jej zniesieniu w gromadzie Milejów. W latach 1975–1998 miejscowość należała administracyjnie do ówczesnego województwa lubelskiego.

## Szlaki turystyczne
Przez wieś przechodzą dwa wyznaczone i oznaczone szlaki turystyczne wytyczone przez Stowarzyszenie Turystyki Aktywnej – Nad Wieprzem: 
- Milejowska Pętla Rowerowa (mapa) – sieć trzech szlaków rowerowych
- Trasa spływu kajakowego (mapa) – z Trawnik do Łęcznej

## Produkty lokalne
Z Jaszczowa pochodzą znane w tej okolicy produkty kulinarne wpisane na Listę Wyrobów Tradycyjnych Ministerstwa Rolnictwa i Rozwoju Wsi:
- Kulebiak generałowej Kickiej[12]
- Miodownik z Jaszczowa[13]

## Wspólnoty wyznaniowe
- Kościół rzymskokatolicki: wierni należą do parafii Milejów
- Świadkowie Jehowy: zbór Jaszczów (Sala Królestwa Pełczyn 35A)[14]